# Râul Chiril, Bistrița
Râul Chiril este un curs de apă, afluent al râului Bistrița. 

## Hărți
- Munții Rarău-Giumalău Harta Turistică; Panou de informare Zona turistică Rarău - Giumalău; portal ostra.ro accesat 2013.02.09
- Harta Munților Rarău-Giumalău; Rarău Giumalău; Băican V., Oancea D., Zwizewski. C.; Colecția Munții Noștri Nr. 27, Editura Sport Turism, București, 1983 accesat 2013.02.09